# Cleantioides poorei
Cleantioides poorei är en kräftdjursart som beskrevs av Kae Kyoung Kwon och Kim 1992. Cleantioides poorei ingår i släktet Cleantioides och familjen Holognathidae. Inga underarter finns listade i Catalogue of Life.